# Hard house
Hard house är en undergenre till musikgenren house. Hard house är hårdare och tyngre i sin karaktär och möjligen ännu mer repetitiv än house. Den är snabbare än vanlig house och ofta med tyngre bas (trummor). Den härstammar från Storbritannien men det finns även förgreningar till olika italienska, tyska och nederländska varianter.
Hard house har även ibland inslag från trance (synthar och ibland uppdelningen) och ibland är det en del av en större grupp av stilar som kallas hard dance.